# Nelson Vivas
Nelson Davíd Vivas (født 18. oktober 1969 i Granadero Baigorria, Argentina) er en tidligere argentinsk fodboldspiller, der som forsvarsspiller spillede adskillige kampe for Argentinas landshold, og på klubplan optrådte for blandt andet Boca Juniors i sit hjemlands Primera División samt Arsenal F.C. i den engelske Premier League.
Med Argentina deltog han i Copa América i både 1997 og 1999 samt VM i 1998.